# (2643) Bernhard
(2643) Bernhard est un astéroïde de la ceinture principale.

## Description
(2643) Bernhard est un astéroïde de la ceinture principale. Il fut découvert le 19 septembre 1973 à l'observatoire Palomar par Tom Gehrels. Il présente une orbite caractérisée par un demi-grand axe de 2,38 UA, une excentricité de 0,28 et une inclinaison de 23,0° par rapport à l'écliptique.

## Compléments